# Nordanstigs kontrakt
Nordanstigs kontrakt, före 1916 benämnt Hälsinglands norra övre kontrakt var ett kontrakt i Uppsala stift inom Svenska kyrkan. Kontraktet upphörde 31 december 2004 och dess församlingar uppgick i Hälsinglands norra kontrakt.
Kontraktskoden var 0117.

## Administrativ historik
Kontraktet som inrättades 1892 omfattade
- Harmångers församling
- Jättendals församling
- Bergsjö församling
- Hassela församling
- Rogsta församling som senast 1998 övergick i Sundhede kontrakt
- Ilsbo församling som mellan 1 maj 1918 och 1962 ingick i Sundhede kontrakt
- Gnarps församling